# Gruziński Kościół Prawosławny
Gruziński Kościół Prawosławny, oficjalnie Gruziński Kościół Prawosławny i Apostolski (gruz. ქართული მართლმადიდებელი და სამოციქულო ეკლესია, Kartuli Martlmadidebeli da Samocikulo Ek’lesia), także Patriarchat Gruzji – jeden z kanonicznych Kościołów prawosławnych, będący równocześnie jednym z najstarszych Kościołów chrześcijańskich. Założony został w I w. n.e. przez apostoła Andrzeja, który powołał w Atskuri pierwsze na ziemiach gruzińskich chrześcijańskie biskupstwo. Z tego względu określany jest jako Kościół apostolski. Najwyższa władza w Kościele należy do Świętego Synodu, na którego czele stoi Katolikos-Patriarcha Całej Gruzji (od 1977 jest nim Eliasz II, który nosi równocześnie tytuł arcybiskupa Mcchety i Tbilisi).
Oprócz apostoła Andrzeja, który obok szerzenia ewangelii zapoczątkować miał silny kult Matki Boskiej, na terytorium Gruzji nauczali także apostołowie Szymon oraz Maciej. Niektóre źródła chrześcijańskie wspominają także o działalności na tych ziemiach apostołów Bartłomieja oraz Judy Tadeusza. Od 303 szerzenie Ewangelii rozpoczyna święta Nino z Kapadocji, czczona w Kościołach prawosławnych jako równa apostołom. Nauczała ona w położonym we wschodniej Gruzji królestwie Iberii, której władcy, król Mirian II i królowa Nana, nadali chrześcijaństwu w 317 status religii państwowej. Obszary Gruzji zachodniej, które znajdowały się pod panowaniem rzymskim, zostały ostatecznie schrystianizowane w VI wieku. W 523 chrześcijaństwo stało się religią państwową w zachodniogruzińskim królestwie Egrisi, którego pierwszym chrześcijańskim władcą był Gubaz I. Między VI a IX w. nastąpił w Kościele gruzińskim rozwój monastycyzmu. W nurt ten wpisuje się położony na Górze Athos monaster Iwiron (zwany również Iwerskim), jeden z najbardziej znanych gruzińskich monasterów, który wniósł ogromny wkład w rozwój gruzińskiego chrześcijaństwa między innymi dzięki prowadzonym przez tamtejszych mnichów pracom nad przekładem ksiąg liturgicznych z języka greckiego na gruziński.
Od 320 chrześcijanie w Gruzji znajdowali się w jurysdykcji Patriarchatu antiocheńskiego. Autokefalię Kościoła gruzińskiego można datować już na 486, kiedy patriarcha Antiochii podniósł urząd biskupa Mcchety do rangi Katolikosa Gruzinów. Od 1010 urzędujący katolikosi noszą równocześnie miano patriarchów. Jako pierwszy tytuł Katolikosa-Patriarchy nosił Melkisedek I, stojący na czele Kościoła gruzińskiego w latach 1010–1032.
Najazdy Czyngis-chana w XIII oraz Timura w XV w. zadały Kościołowi gruzińskiemu wiele strat. Między XV a XVIII w. przeżywał on podział. W okresie tym istniały dwa Kościoły gruzińskie, na czele których stali odrębni patriarchowie. W latach 1801–1810 podbój ziem gruzińskich przeprowadziło Imperium Rosyjskie. Nowo zdobyte ziemie były poddawane silnej rusyfikacji. Władze rosyjskie doprowadziły do włączenia Cerkwi gruzińskiej w skład Rosyjskiego Kościoła Prawosławnego i zniesienia w 1811 jej autokefalii. Wraz ze zmianą statusu Cerkwi gruzińskiej wprowadzone zostały m.in. zmiany w liturgii na ryt obowiązujący w Kościele rosyjskim. Tuż po detronizacji cara Mikołaja II, w marcu 1917, biskupi gruzińscy zadecydowali o przywróceniu swemu Kościołowi autokefalii, wybierając na Katolikosa-Patriarchę Kiriona (Sadzagliszwilego). Autokefalia nie została uznana przez Kościół rosyjski. Cerkiew gruzińska, podobnie jak i inne Kościoły w Związku Radzieckim, nie zdołała uniknąć krwawych represji ze strony władz komunistycznych, które miały miejsce zarówno w pierwszym okresie istnienia ZSRR, jak i po II wojnie światowej. Czystki stalinowskie przyniosły śmierć setek gruzińskich duchownych, zlikwidowano większość parafii. W 1943 Rosyjski Kościół Prawosławny uznał autokefalię Cerkwi gruzińskiej. Została ona potwierdzona w 1990 przez patriarchę Konstantynopola, co ostatecznie uregulowało status Cerkwi gruzińskiej. Wraz z upadkiem Związku Sowieckiego następuje rozwój Gruzińskiego Kościoła Prawosławnego, w którym w latach osiemdziesiątych pozostawało czynnych mniej niż 100 cerkwi (w 1917 – prawie 2500).
Obecnie Gruziński Kościół Prawosławny liczy około 5 milionów wiernych, z których około 3,7 miliona zamieszkuje na terenie Gruzji. W 2002 w składzie Kościoła znajdowało się 35 diecezji oraz 512 parafii, w których posługę kapłańską pełniło 730 księży.
15 września 2009 eparchia suchumsko-abchaska Kościoła podjęła (poprzez zgromadzenie duchowieństwa) jednostronną decyzję o opuszczeniu Gruzińskiego Kościoła Prawosławnego i powołaniu Abchaskiego Kościoła Prawosławnego. Nie został on uznany przez żaden inny Kościół prawosławny i pozostaje w związku z tym strukturą niekanoniczną.